# Tredje Moseboken
Tredje Moseboken eller, med en äldre namnform, Tredje Mosebok, är en av böckerna i judendomens Torah och kristendomens Gamla Testamente. Den kallas inom kristendomen även för Leviticus eftersom den till stor del handlar om vad israeliternas präster, de som härstammade från Levi, Jakobs son, skulle göra. Den kallas också gudstjänstboken. Inom judendomen kallas boken Vajikra (hebreiska וַיִּקְרָא), vilket betyder "och han [Herren] kallade".
Boken innehåller huvudsakligen ceremoniallagar, nämligen föreskrifter angående offren (brännoffer, spisoffer och tackoffer), prästernas invigning, rena och orena djur, reningarna, högtiderna och de heliga löftena, således företrädesvis ämnen, som syftar på offer och försoning. Största delen av boken tillhör den avdelning av Pentateuken, som av bibelforskarna kallas Prästkodex. Boken sammanställdes av de israelitiska prästerna under 500-talet f.Kr. Vissa av texterna och lagarna går dock enligt forskarna tillbaka till 700-talet f.Kr.

## Särskilda händelser och texter
- Rena och orena djur (11:1–11:47)
- Syndabocken som drevs ut i öknen (16:20–28)
- Förbjudna sexuella förbindelser (18:1–30)
- Jubelåret (25:1–55)